# Értelmes tervezettség mozgalma
Az értelmes tervezettség mozgalma vagy intelligens tervezettség mozgalma neokreacionista vallási mozgalom, mely az értelmes tervezés nézetére alapozva széles társadalmi, tudományos és politikai változásokért küzd. Fő céljaik között szerepel az intelligens tervezés elméletének társadalmi elfogadottságának növelése, lobbitevékenység annak érdekében, hogy az állami oktatás természettudományos tananyagában a koncepció helyet kapjon, jogi lépések megtétele ezen nézetek védelmében vagy a terjesztésük előtt fennálló akadályokkal szemben.
A mozgalom a korábbi keresztény fundamentalista és evangéliumi keresztény teremtéstudomány-mozgalmából nőtt ki az Egyesült Államokban.
A mozgalom legfőbb célja a materializmus és az ateizmus megdöntése. Szószólói szerint a társadalom megszenvedte a materializmus elfogadásának „megsemmisítő erejű kulturális következményeit”, továbbá a tudomány felelős a materializmusba hanyatlásért, hiszen a tudomány csak természetes magyarázatok után kutat. A mozgalom szószólói szerint az evolúcióból következik, hogy az embernek nincsen spirituális természete, morális célja, belső, lényegi célja. A mozgalom propagátorai „egy keresztény és teista meggyőződéssel összhangban lévő tudomány” érdekében igyekeznek „legyőzni a materialista világnézetet” melyet szerintük az evolúció elmélete képvisel.
Céljaik elérésének érdekében az intelligens tervezés elméletének propagálása mellett igyekeznek „tanítani a vitát”, azaz hiteltelenné tenni az evolúció elméletét az általuk tévesnek gondolt részeinek, vagy a tudományos közösségben zajló viták kihangsúlyozásával. Arra biztatják a diákokat és tanáraikat, hogy fedezzék fel az evolúció nem tudományos „alternatíváit”, vagy „elemezzék kritikusan” az evolúciót és „a vitát”.
Számos nemzeti és nemzetközi tudományos szervezet, köztük az amerikai Nemzeti Tudományos Akadémia, a brit Királyi Társaság és a Magyar Tudományos Akadémia is az American Association for the Advancement of Science véleményéhez hasonló állásponton van, miszerint „a tudományos közösségben nincs említést érdemlő vita az evolúció érvényességéről”, továbbá „az evolúció a modern tudomány egyik legrobosztusabb és legszélesebb körben elfogadott alapelve”. A doveri Kitzmiller kontra doveri iskolaszék per döntése szerint „az evolúció és vele a közös ős és a természetes szelekció elfogadottsága elsöprő a tudományos közösségben”.
A Discovery Institute egy konzervatív keresztény agytröszt, mely az intelligens tervezettség mozgalmát irányítja. Az intelligens tervezés prominens szószólói közül a legtöbb ezen intézet Center for Science and Culture (CSC) nevű részlegének tagja. Az egyik legismertebb közülük Phillip E. Johnson, aki a mozgalom „Ék-stratégiájának” és „Tanítsd a vitát” kampányának (lásd lentebb) megalkotója.
A Discovery Institute és a mozgalom szószólói igyekeznek az intelligens tervezést forradalmi tudományos elméletként bemutatni. A tudományos társadalom túlnyomó többsége és szinte minden tudományos szervezet keményen elutasítja ezen kijelentést és kitartanak azon álláspontjuk mellett, hogy az intelligens tervezés nem érvényes tudomány, képviselői nem folytatnak valódi tudományos kutatási programot. A mozgalom kritikusai ezért megjegyzik, hogy az intelligens tervezés nem több egy PR- és politikai kampánynál.

## Áttekintés
Az intelligens tervezettség mozgalom főként két fronton végzi tevékenységét: a tömegtájékoztatást és közvéleményt befolyásoló PR-tevékenység továbbá agresszív politikai és oktatásügyi lobbitevékenység az intelligens tervezés iskolai tananyagba illesztésének elősegítésére. A mozgalom szülőhazájában, az Amerikai Egyesült Államokban ezt a tevékenységet főként a Discovery Institute pénzeli és irányítja. A mozgalom elsődleges célja az intelligens tervezés elfogadtatása a természettudományos közoktatás területén. Hosszútávú célja nem kevesebb, mint az amerikai kultúra „megújítása” a politikai irányvonal konzervatív keresztény értékek szerinti átformálásával. A Discovery Institute állítása szerint az intelligens tervezés e folyamatban központi szerepet játszik:
a tervezéselmélet magában hordozza a materialista világnézet fojtogató dominanciájának visszafordításának, s egy keresztény és teista meggyőződéssel összhangban lévő tudománnyal való lecserélésének lehetőségét.
Az intelligens tervezés és mozgalmának kritikusai amellett érvelnek, hogy az intelligens tervezés a kreacionizmus specifikus, neo-kreacionista változata. Ezt a nézőpontot az intelligen tervezés szószólói visszautasítják, azonban egy 2005-ös Egyesült Államok szövetségi bírósági ítélet (Kitzmiller kontra doveri iskolaszék) kimondja, hogy az intelligens tervezés nem tudomány, a vallásos kreacionizmus egy formája, ezáltal az oktatása sérti az USA alkotmányának első kiegészítésének az állam és egyház szétválasztásáról rendelkező cikkelyét.
Az intelligens tervezés közoktatásban történő meggyökereztetésére tett kísérleteik során az intelligens tervezést propagáló csoportok megfenyegettek és elszigeteltek olyan tanárokat, iskolaszék-tagokat és szülőket, akik szembeszálltak erőfeszítéseikkel.
Az intelligens tervezés mozgalmának helyi iskolaszékekben a tanterv megváltoztatására tett erőfeszítései megosztó hatással vannak ezen közösségekre. Az intelligens tervezést propagáló csoportok által szervezett kampányok nehéz helyzetbe hozzák a tanárokat, akik kénytelenek munkaadóikkal szemben érvelni, s a költséges jogi eljárások – melyek szinte minden esetben az intelligens tervezés szószólóinak vereségével végződnek – az oktatásra szánt alapból vonnak el pénzt.
Például a Kitzmiller kontra doveri iskolaszék eset eredményeként a pert elvesztő doveri iskolaszéknek (mely előírta az intelligens tervezés az evolúció alternatívájaként való bemutatását) több, mint egymillió dollárt kellett perköltségként és kártérítésként kifizetnie.

### Bírósági eljárások
A mozgalom egyetlen nagyszabású jogi ügye a Kitzmiller kontra doveri iskolaszék eset volt, melyben a mozgalmat a Thomas More Law Center képviselte, mely már legalább öt éve kereste a próbaper lehetőségét.
Azonban eltérő érdekek következtében a Discovery Institute több munkatársa is visszalépett a szakértői tanú pozíciójából, többen közülük a per elvesztése után jogi vitába kerültek az Intézettel.
Kisebb jelentőségű a Larry Caldwell és neje által fenntartott Quality Science Education for All („minőségi tudományos oktatás mindenkinek” – QSEA) nevű szervezet, mely ugyancsak kiterjedt jogi tevékenységet folytat a mozgalom támogatására. Fennállásának első évében (2005) három különböző ilyen jogi eljárást indítottak. A mozgalom megfigyelői, például PZ Myers és Timothy Sandefur a QSEA akcióit zaklató pereskedésként jellemzik.

### „Tanítsd a vitát!”
A kampány célja, hogy kreacionizmus egy formáját, az intelligens tervezés nézetét terjessze, s az evolúciónak a természettudományos közoktatásban betöltött pozícióját gyengítse
A Tanítsd a vitát! akció az evolúciót hivatott „krízisben lévő elméletként” bemutatni, és azt a látszatot kelteni, hogy a tudományos szervezetek igyekeznek elhallgatni vagy elnyomni olyan felfedezéseket, melyek az intelligens tervezést támogatják. A mozgalom ezzel felkelti és erősíti a tudománnyal és tudósokkal szembeni bizalmatlanságot, főként ott, ahol ez a fajta anti-intellektualizmus már egyébként is jelen van. A mozgalom szószólói szerint csupán a tudományos ortodoxia és a naturalizmus korlátaival szembesítenek. A mozgalom Amerikában jelentős médiavisszhangot váltott ki, s sikerült számottevő támogatói bázisra szert tennie főként a konzervatív keresztények körében.

#### Az oktatási kampányterv kritikái
Tudományos szervezetek – köztük az American Association for the Advancement of Science – továbbá egy amerikai szövetségi bíróság álláspontja szerint a mozgalom szószólói mesterséges viták fabrikálásával igyekeznek azt a hamis látszatot kelteni, hogy az evolúció „válságban lévő elmélet”, mivel a tudományos közösségben jelentős vita kereszttüzében áll.
Az evolúciót és közoktatásban elfoglalt státusát ért intelligens-tervezés mozgalmak általi támadásokra reagálva több esetben számos nemzeti és nemzetközi tudományos szervezet szólalt fel a tudományos nézőpont védelmében, s nyilvánította az intelligens tervezés elméletét áltudománynak.
A kampány központi állítása szerint a méltányosság megkívánja, hogy a tanulók értesüljenek „a tudományos nézetek teljes spektrumáról”, az evolúció „megoldatlan kérdéseiről” és az „evolúció elméletének tudományos gyengeségeiről”. Szerintük ez a méltányosság megkívánja, hogy az intelligens tervezés, mint az evolúcióval szembeni alternatív elmélet is bemutatásra kerüljön a természettudományos órákon. Ebben „Az evolúció kritikai elemzése” nevű középiskolai tantervtervezetnek a mozgalom fontos szerepet szán.
A tudományos közvélemény és a tudományos oktatási szervezetek válaszaikban rámutatnak, hogy az evolúció érvényességben nincsen tudományos vita köreikben, a nézeteltérések vallási és politikai síkon zajlanak.

### Kritika
A tudományos közösség álláspontja szerint az intelligens tervezés nem tudomány, hanem kreacionista áltudomány.
A mozgalom kritikusai szerint a mozgalom célja sokkal inkább politikai, mint tudományos vagy oktatásügyi természetű. Azt állítják, hogy a mozgalom „tevékenysége egy agresszív, szisztematikus terv szerint folyik, melynek célja nem csupán az intelligenstervezés-kreacionizmus, hanem a mögötte meghúzódó vallásos világnézet propagálása”. Az intelligens tervezés kísérlet a vallási dogmák (például a bibliai Genezis szó szerinti értelmezése) természettudományos órák tananyagába történő visszacsempészésére. Az intelligens tervezés mozgalma egy, az amerikai társadalom vallásos értékek szerinti átformálására tett kísérlet, melyet főként a közoktatáson keresztül kíván megvalósítani. Ennek bizonyítására a kritikusok a Discovery Institute politikai szerepvállalásait, a mozgalom szószólóinak nyilatkozatait, továbbá az intézet által kiadott Ék-dokumentumot idézik.
Richard Dawkins biológus, az Oxfordi Egyetem professzora az intelligens tervezés mozgalmának evolúcióval kapcsolatos „tanítsd a vitát” kampányát a lapos Föld koncepciójának oktatásához hasonlítja: történelmi ismeretek kontextusában elfogadható, azonban nem tudományos nézőpont. „Ha azt állítjuk, hogy két iskola létezik a tudományon belül – az egyikük azt állítja, hogy a föld gömbölyű, a másik pedig azt, hogy lapos – akkor félrevezetjük a gyermekeket”.